# The Association
A The Association egy amerikai popegyüttes volt Kaliforniából, amelyet a kor ún. sunshine pop előadói közé soronak. Az 1960-as évek második felében számos slágerük szerepelt a Billboard Hot 100 slágerlistán, ilyen volt például a  „Windy”, a „Cherish”, a „Never My Love” és az „Along Comes Mary”. A zenekar fellépett az 1967-es Monterey Pop Fesztiválon is, ahol a fesztivál legfőbb előadói közé tartoztak. A zenekar a bonyolult és nehezen elénekelhető vokáljaikról lett ismert.

## Története

### A kezdetek
Jules Alexander (Chattanooga, Tennessee, 1943. szeptember 25.) az amerikai haditengerészet tagjaként éppen Hawaii-on szolgált, amikor az odalátogató Terry Kirkman (Salina, Kansas, 1939. december 12.) zenésszel, aki éppen látogatóban volt az államban. A két fiatal összebarátkozott, és egy évvel később, amikor Alexander elhagyta a haditengerészetet, mindketten Los Angelesbe költöztek. Még az Association megalapítása előtt Terry Kirkman Frank Zappával játszott egy zenekarban; Zappa ezután alapította meg The Mothers of Invention nevű zenekarát.
Végül 1964-ben, egy Los Angeles-i klubban lépett fel egy ad hoc csoport The Inner Tubes néven, amelyben Alexander és Kirkman mellett Doug Dillard alapította. Ez a csoport később még sok más előadót kísért háttérzenekarként.

## Diszkográfia
- 1966 - And Then...Along Comes The Association (Valiant Records, VLM 5002)
- 1966 - Renaissance (Valiant Records, VLM 5004)
- 1967 - Insight Out (Warner Bros. Records, WS 1696)
- 1968 - Birthday (Warner Bros. Records, WS 1733)
- 1968 - The Association (Warner Bros. Records, WS 1800)
- 1971 - Stop Your Motor (Warner Bros. Records, WS 1927)
- 1972 - Waterbeds in Trinidad! (Columbia Records, KC 31348)
- 1983 - Vintage (51 West Records, Q 17223)
- 1995 - A Little Bit More (On Track Records, OTD 1001-2)